# الضعاین (روستا)
الضعاین یک منطقهٔ مسکونی در قطر است که در الضعاین واقع شده‌است. الضعاین ۱۲٫۳ کیلومتر مربع مساحت دارد.